# María Francisca de Sales de Portocarrero
María Francisca de Sales de Palafox y Portocarrero de Guzmán y Kirkpatrick, XII duchessa di Peñarada e IX contessa di Montijo, duchessa d'Alba (Granada, 29 gennaio 1825 – Parigi, 16 settembre 1860), fu una grande di Spagna per nascita e duchessa d'Alba per matrimonio. Fu sorella di Eugenia de Montijo, l'ultima imperatrice di Francia.

## Biografia

### Infanzia ed educazione

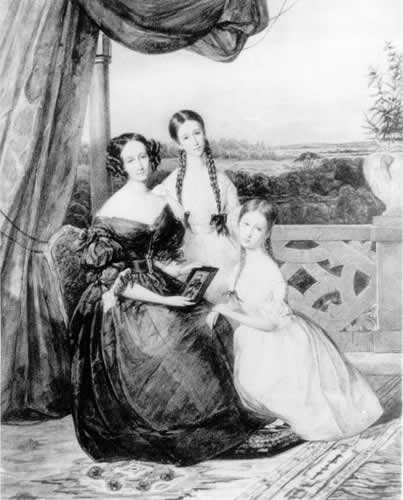
María Francisca de Sales in tenera età con la madre María Manuela Kirkpatrick e la sorella Eugenia

María Francisca de Sales, detta Paca in famiglia, era la figlia primogenita di Don Cipriano de Palafox y Portocarrero de Guzmán, un Grande di Spagna di tendenze filofrancesi (appartenente all'antichissimo casato di Guzmán), e di María Manuela Kirkpatrick, di origini borghesi e figlia di William Kirkpatrick, uno scozzese che commerciava vini a Malaga - nonché nipote di Mathieu de Lesseps. Nel 1826 le nacque una sorella, María Eugenia, futura moglie di Napoleone III e ultima sovrana di Francia, cui fu legatissima.
Quando Paca ed Eugenia nacquero, Don Cipriano si trovava confinato a Granada per ordine del re, a causa dei suoi trascorsi nell'esercito napoleonico. Inoltre, dal momento che era figlio cadetto (suo fratello Eugenio, filoborbonico, aveva ereditato titoli e beni), aveva delle notevoli ristrettezze economiche che determinarono un'educazione piuttosto spartana per le sue due bambine. Quando nel 1834 Don Eugenio morì, Don Cipriano ereditò tutti i titoli e il patrimonio di famiglia, gli fu revocato il confino e si trasferì nel palazzo signorile a Madrid. Poco dopo, l'evolversi tumultuoso della Prima Guerra Carlista spinse Doña Manuela a fuggire a Parigi con le sue figlie, dove aveva intenzione di far impartire alle bambine l'educazione che spettava al loro rango. Nella capitale francese le due sorelle frequentarono il prestigioso collegio del Sacro Cuore, ma furono le importanti amicizie della madre a fornire loro un'educazione particolare: Prosper Mérimée insegnò loro il francese, mentre Stendhal - che le due bimbe chiamavano Monsieur Beyle - raccontava loro l'epopea napoleonica prima che andassero a dormire.
Doña Manuela, che desiderava un'educazione brillante per le sue figlie, le portò anche in Inghilterra, dove le ragazzine frequentarono un collegio a Clifton (vicino a Bristol). Delle due, fu Eugenia quella che soffrì maggiormente quell'esperienza, dal momento che era osteggiata dalle compagne che si facevano beffe di lei chiamandola "pel di carota". La bambina arrivò al punto da tentare insieme a una sua amica, una principessa indiana, una rocambolesca fuga su una nave diretta verso l'India: l'evasione fu un fiasco e le due bambine furono fermate prima di raggiungere Bristol. Pochi mesi dopo la disastrosa esperienza inglese, Doña Manuela e le sue figlie tornarono a Parigi insieme a un'istitutrice privata inglese, Miss Flowers.

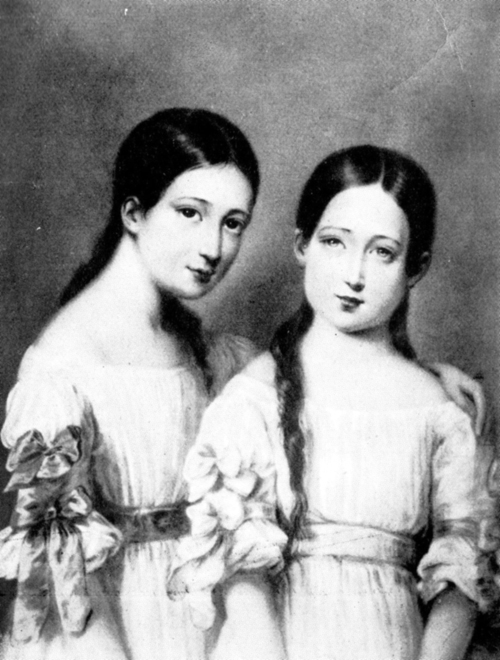
Paca e Eugenia da bambine.

Fin da piccole, Paca ed Eugenia, sebbene legatissime, mostrarono la straordinaria diversità delle loro persone: la prima dolce e pacata, la seconda passionale e impetuosa. Paca, dagli occhi e i capelli corvini, assomigliava alla madre e ne era la prediletta; Eugenia, con gli occhi azzurri e i capelli rossi, ricordava molto suo padre, a cui era legata da un affetto straordinario. Proprio mentre le bimbe studiavano a Parigi, il 17 marzo 1839 giunse la notizia che Don Cipriano era morente: Eugenia e Paca partirono immediatamente per la Spagna, ma era troppo tardi. Il Conte di Montijo era morto il 15 marzo. Pur essendo ancora minorenne Paca ereditò dal padre tutti i prestigiosissimi titoli di famiglia e divenne duchessa di Peñaranda, marchesa di Algaba e contessa di Montijo e ottenne il trattamento di eccellenza conseguente alla Grandezza di Spagna (sua sorella Eugenia invece ereditò il titolo di contessa di Teba). Oltre ai titoli, Paca ereditò anche il palazzo di famiglia a Madrid e un palazzo a Carabanchel.

### Matrimonio

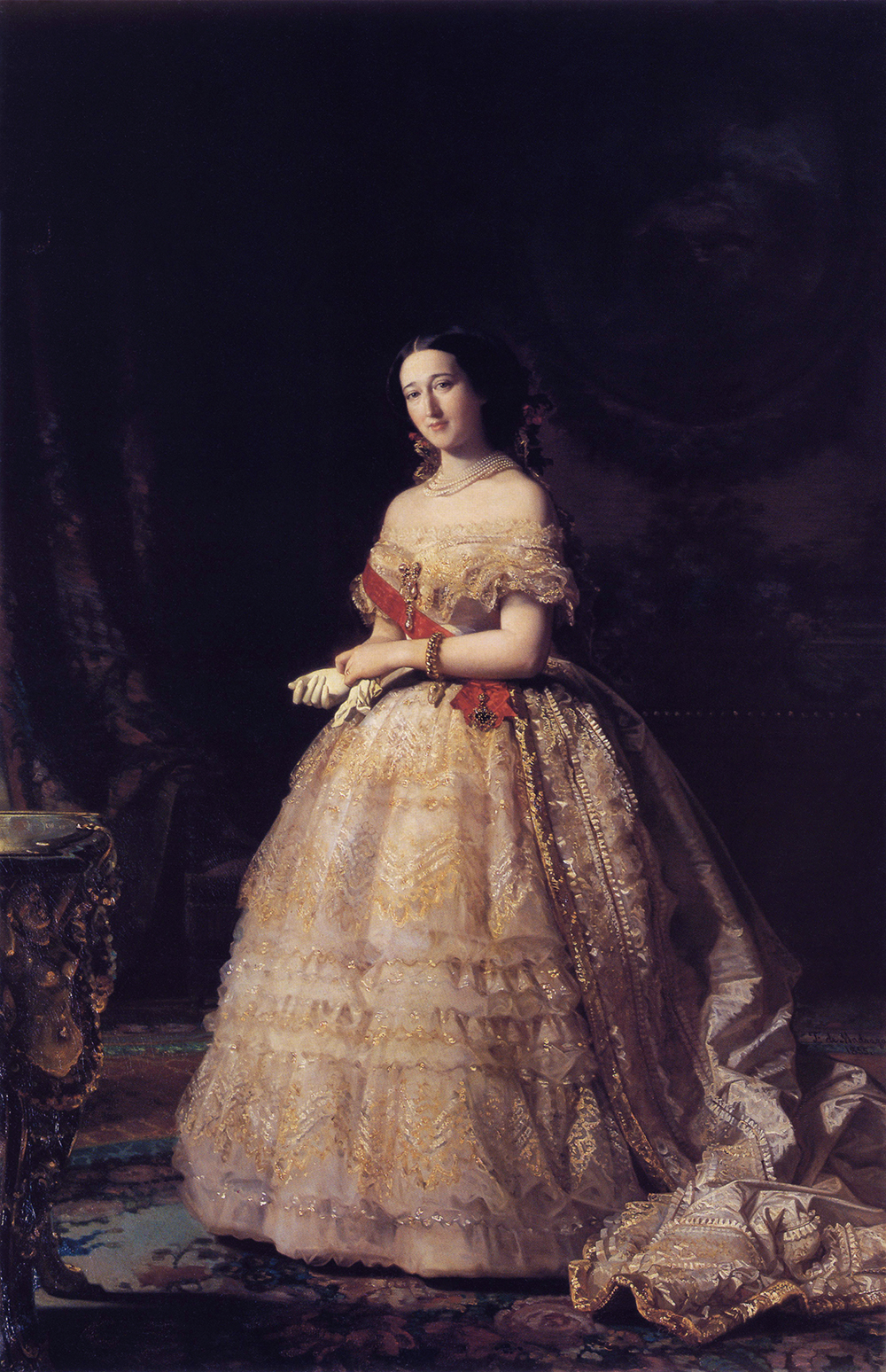
Francisca, duchessa d'Alba ritratta da Federico de Madrazo

Dopo la morte di Don Cipriano, le ragazze tornarono a vivere a Madrid dove finalmente furono inserite nella buona società castigliana. Frequentarono particolarmente il Palazzo di Liria, residenza dei Duchi d'Alba, loro lontani parenti e nobili tra i più importanti del regno. Il capo della famiglia, Jacobo FitzJames Stuart, XV duca d'Alba, era allora il partito più prestigioso di Spagna. Mentre Paca non mostrò un particolare interesse, Eugenia si innamorò follemente di lui ma il giovane sembrava apprezzare entrambe le sorelle: Doña Manuela, che desiderava un prestigioso matrimonio per la prediletta primogenita, risolse la situazione combinando il matrimonio tra Paca e Jacobo. La giovane Eugenia rimase a tal punto scossa da desiderare di rinchiudersi in convento, cambiando in seguito idea; non serbò mai rancore alla sorella - ignara della faccenda - e strinse un legame affettuoso col nuovo cognato (legame che sarebbe durato fino alla loro morte). Sposandosi, Paca cedette i suoi prestigiosi titoli al casato d'Alba, tranne quello di contessa di Montijo che fu ereditato da Eugenia.
Il matrimonio tra Paca e Jacobo, celebrato a Madrid il 16 febbraio 1844, fu felice e ne nacquero tre figli.

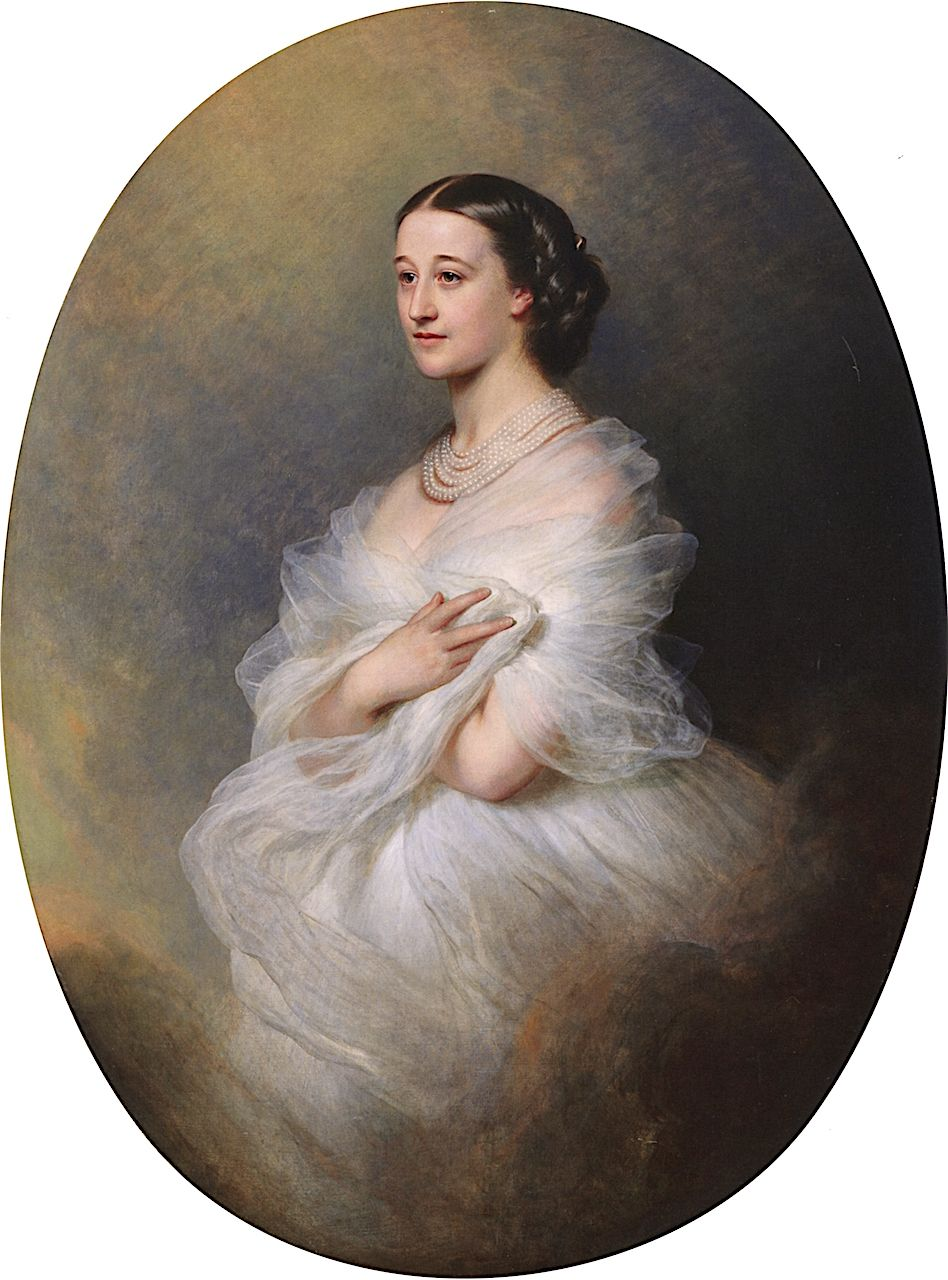
Paca d'Alba in un ritratto di Franz Xaver Winterhalter del 1852

Quattro anni dopo le nozze di Paca si verificò un altro evento che avrebbe potuto incrinare il profondo legame tra le due sorelle, senza tuttavia che questa frattura avvenisse. A Palazzo di Liria, Eugenia conobbe il marchese di Alcaňices, un aristocratico suo coetaneo, che iniziò a farle la corte e di cui la fanciulla si innamorò. Tuttavia Eugenia dovette scoprire che in realtà il marchese aspirava all'amore della castigata duchessa d'Alba e che voleva utilizzarla solo come tramite con la sorella maggiore: lo shock fu tale che Eugenia tentò il suicidio, riuscendo tuttavia a salvarsi. Da quel momento, la giovane contessa di Montijo rifiutò ogni contatto col mondo maschile e rifiutò tutti i partiti prestigiosi che le si presentavano: insieme alla madre intraprese un lungo peregrinare per l'Europa che infine la portò alla conoscenza di Luigi Napoleone Bonaparte (Napoleone III) che la innalzò alla gloria del trono, sposandola il 30 gennaio 1853.
Dopo la sua ascesa al trono, Eugenia comprò per sua sorella e suo cognato una seconda casa che dava sugli Champs-Élysées, in modo da poterli avere vicino più spesso. Nei periodi in cui risiedevano a Madrid, le due sorelle si tenevano in contatto con una cospicua e frequente corrispondenza. La timida Paca, tuttavia, partecipò in sordina al grande carnevale del Secondo Impero: figura domestica e materna, si occupò dell'educazione dei suoi figli e rifiutò sempre qualsiasi carica d'onore le venisse proposta dalla corte francese. Nel 1855, quando ci fu la visita ufficiale della regina Vittoria a Parigi, le fu proposto un posto d'onore nel corteo regale ma Paca declinò l'offerta dicendo: «Preferirei continuare a far bende per i feriti di Crimea. Sono la duchessa d'Alba e mi basta».

### Morte

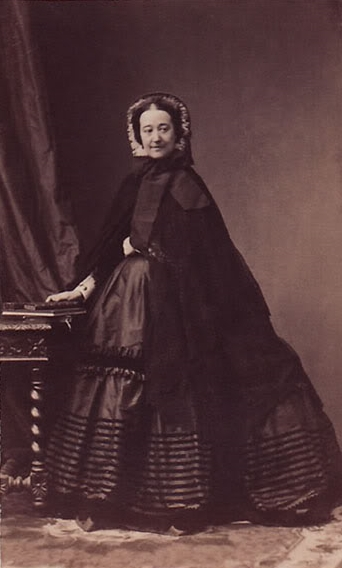
Maria Francisca fotografata poco prima della morte

La quiete del carattere di Paca si rifletteva nel suo corpo: se la passionale e veemente Eugenia era forte, tanto la sorella era fragile e delicata. Alla fine del luglio 1860 Paca e Doña Manuela arrivarono a Parigi: la duchessa era un po' debole e sofferente, respirava con l'affanno. Il 22 agosto l'imperatrice Eugenia la salutò prima di partire per un lungo viaggio di Stato: non l'avrebbe mai più rivista. Arrivata ad Algeri il 17 settembre, la sovrana ebbe la notizia che le condizioni di salute di sua sorella erano molto peggiorate: fu deciso di abbreviare il viaggio di due giorni. Poco prima che gli imperatori sbarcassero a Marsiglia il 21 settembre, Napoleone III informò la moglie che le aveva tenuta nascosta la morte di Paca. La duchessa d'Alba, infatti, era serenamente morta il 16 settembre a causa di un'imprecisata malattia spinale, probabilmente tubercolosi. Mérimée scrisse a un amico: «È morta senza soffrire. Cinque minuti prima di morire rideva del dialetto valenzano della sua cameriera».
Il colpo fu durissimo per l'imperatrice Eugenia che pianse amaramente la morte dell'amatissima sorella. Quando il suo feretro fu traslato da Parigi a Madrid - per essere sepolto nel mausoleo dei duchi d'Alba - Eugenia scrisse: «Vedendo portar via il corpo di mia sorella, mi sembrava mi strappassero l'anima». L'affetto che l'imperatrice nutriva per sua sorella si riversò sulle sue nipoti, le quali crebbero a stretto contatto con la zia sovrana e che dopo la caduta del Secondo Impero, continuarono a frequentare anche durante l'esilio in Inghilterra. L'imperatrice Eugenia morì alla veneranda età di novantaquattro anni, l'11 luglio 1920 a Madrid, nel Palazzo di Liria, proprio nel letto di Paca.

## Discendenza

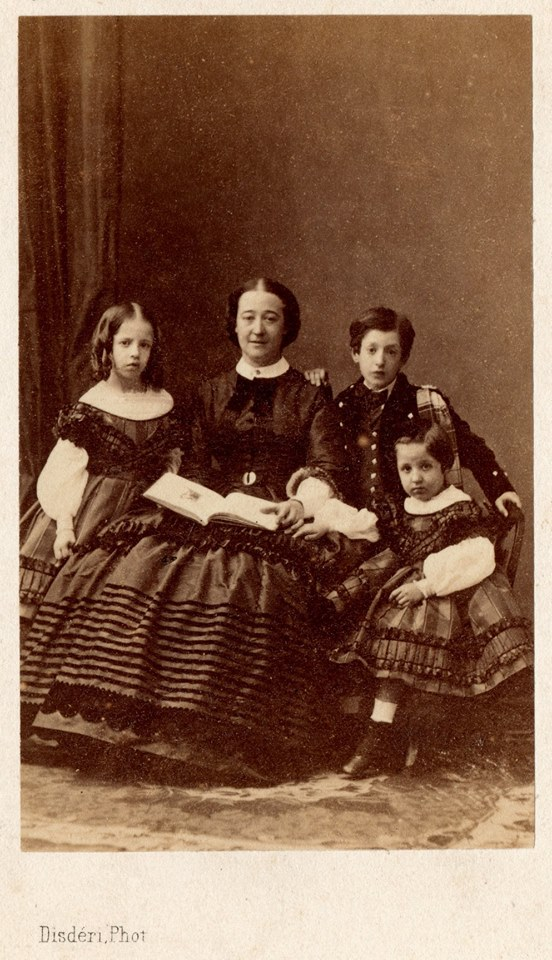
Paca fotografata nel 1858 circa con i tre figli

Dal matrimonio tra Paca e Jacobo FitzJames Stuart, XV duca d'Alba nacquero tre figli:
- Carlos María (1849 - 1901), futuro XVI duca d'Alba;
- María de la Asuncion (1851-1927), sposò il IV duca di Tamames;
- María Luisa (1853-1876), sposò il XIV duca di Medinaceli.

## Ascendenza
|                                                          |                     |                                               | Genitori                                               |  |  | Nonni |  |  | Bisnonni                               |  |  | Trisnonni                               |  |
|                                                          |                     |                                               |                                                        |  |  |       |  |  | Joaquín Antonio de Palafox y Centurión |  |  | Juan Antonio de Palafox y Zúñiga Dávila |  |
|                                                          |                     |                                               |                                                        |  |  |       |  |  | Joaquín Antonio de Palafox y Centurión |  |  | Juan Antonio de Palafox y Zúñiga Dávila |  |
|                                                          |                     | Francisca Josefa Centurión y Carillo          |                                                        |  |  |       |  |  | Joaquín Antonio de Palafox y Centurión |  |  |                                         |  |
| Felipe Antonio de Palafox y Croÿ                         |                     |                                               |                                                        |  |  |       |  |  | Joaquín Antonio de Palafox y Centurión |  |  |                                         |  |
|                                                          |                     | Marienne Charlotte de Croÿ                    | Jean-Baptiste de Croÿ-Solre                            |  |  |       |  |  |                                        |  |  |                                         |  |
|                                                          |                     | Marienne Charlotte de Croÿ                    | Jean-Baptiste de Croÿ-Solre                            |  |  |       |  |  |                                        |  |  |                                         |  |
|                                                          |                     | Marienne Charlotte de Croÿ                    | Maria Anna Cesarina Montefeltro della Rovere           |  |  |       |  |  |                                        |  |  |                                         |  |
| Cipriano de Palafox y Portocarrero                       |                     | Marienne Charlotte de Croÿ                    |                                                        |  |  |       |  |  |                                        |  |  |                                         |  |
|                                                          |                     | Cristóbal Portocarrero y Fernández de Córdova | Cristóbal Gregorio Portocarrero y Funes de Villalpando |  |  |       |  |  |                                        |  |  |                                         |  |
|                                                          |                     | Cristóbal Portocarrero y Fernández de Córdova | Cristóbal Gregorio Portocarrero y Funes de Villalpando |  |  |       |  |  |                                        |  |  |                                         |  |
|                                                          |                     | Cristóbal Portocarrero y Fernández de Córdova | María Dominga Fernández de Córdoba y Portocarrero      |  |  |       |  |  |                                        |  |  |                                         |  |
| María Francisca de Sales Portocarrero de Guzmán y Zúñiga |                     | Cristóbal Portocarrero y Fernández de Córdova |                                                        |  |  |       |  |  |                                        |  |  |                                         |  |
|                                                          |                     | María Josefa López de Zuñiga y Pacheco        | Antonio López de Zúñiga Chaves Chacón                  |  |  |       |  |  |                                        |  |  |                                         |  |
|                                                          |                     | María Josefa López de Zuñiga y Pacheco        | Antonio López de Zúñiga Chaves Chacón                  |  |  |       |  |  |                                        |  |  |                                         |  |
|                                                          |                     | María Josefa López de Zuñiga y Pacheco        | María Teresa Pacheco Téllez-Girón                      |  |  |       |  |  |                                        |  |  |                                         |  |
| María Francisca de Palafox Portocarrero y Kirkpatrick    |                     | María Josefa López de Zuñiga y Pacheco        |                                                        |  |  |       |  |  |                                        |  |  |                                         |  |
|                                                          | William Kirkpatrick | Robert Kirkpatrick                            |                                                        |  |  |       |  |  |                                        |  |  |                                         |  |
|                                                          | William Kirkpatrick | Robert Kirkpatrick                            |                                                        |  |  |       |  |  |                                        |  |  |                                         |  |
|                                                          | William Kirkpatrick | Henriette Gillespie                           |                                                        |  |  |       |  |  |                                        |  |  |                                         |  |
| William Kirkpatrick                                      | William Kirkpatrick |                                               |                                                        |  |  |       |  |  |                                        |  |  |                                         |  |
|                                                          |                     | Mary Wilson                                   | John Wilson                                            |  |  |       |  |  |                                        |  |  |                                         |  |
|                                                          |                     | Mary Wilson                                   | John Wilson                                            |  |  |       |  |  |                                        |  |  |                                         |  |
|                                                          |                     | Mary Wilson                                   | …                                                      |  |  |       |  |  |                                        |  |  |                                         |  |
| María Manuela Kirkpatrick                                |                     | Mary Wilson                                   |                                                        |  |  |       |  |  |                                        |  |  |                                         |  |
|                                                          |                     | Henri de Grevigné                             | André de Grevigné                                      |  |  |       |  |  |                                        |  |  |                                         |  |
|                                                          |                     | Henri de Grevigné                             | André de Grevigné                                      |  |  |       |  |  |                                        |  |  |                                         |  |
|                                                          |                     | Henri de Grevigné                             | Marie-Josèphe Dehousse                                 |  |  |       |  |  |                                        |  |  |                                         |  |
| Marie Françoise de Grevigné                              |                     | Henri de Grevigné                             |                                                        |  |  |       |  |  |                                        |  |  |                                         |  |
|                                                          |                     | Francisca Antonia de Gallegos y Delgado       | Antonio de Gallegos                                    |  |  |       |  |  |                                        |  |  |                                         |  |
|                                                          |                     | Francisca Antonia de Gallegos y Delgado       | Antonio de Gallegos                                    |  |  |       |  |  |                                        |  |  |                                         |  |
|                                                          |                     | Francisca Antonia de Gallegos y Delgado       | …                                                      |  |  |       |  |  |                                        |  |  |                                         |  |
|                                                          |                     | Francisca Antonia de Gallegos y Delgado       |                                                        |  |  |       |  |  |                                        |  |  |                                         |  |